# Рајгејт (Монтана)
Рајгејт (енгл. Ryegate) град је у америчкој савезној држави Монтана.

## Демографија
По попису из 2010. године број становника је 245, што је 23 (-8,6%) становника мање него 2000. године.
| Група             | 2000.       | 2010.       |
| Белци             | 260 (97,0%) | 230 (93,9%) |
| Афроамериканци    | 0 (0,0%)    | 0 (0,0%)    |
| Азијати           | 0 (0,0%)    | 0 (0,0%)    |
| Хиспаноамериканци | 4 (1,5%)    | 10 (4,1%)   |
| Укупно            | 268         | 245         |